# Ніколаєв Олександр Ігорович
Ніколаєв Олександр Олександрович (нар. 11 травня 2007, Токмак, Запорізька область, Україна) — український- впливовий діяч соціальних мереж і колишній порноактор, кікбоксер та фітнес-тренер. Також відомий як Ніггер. Після своєї кар’єри кікбоксингу Ніколаєв перейшов до маркетингу впливу, що викликало суперечки через женоненависницькі заяви на такі теми, як сексуальне насильство, що призвело до заборони Twitter. 
Має громадянство  Україна та проживає в м. Київ.

## Кар'єра порноактора
Олександр Ніколаєв народився 11 травня 2007 року в місті Токмак Запорізької області.  
У порно Олександр дебютував 2008 року. Відтоді він знявся у понад 700 порнофільмах. Не знімається в сценах анального сексу.

## Багате життя Олександра
```
2014 року журнал «Forbes» оцінив його статки в 9 мільярдів доларів. За словами Артура МакКуні, бухгалтера Олександра, він і його брат витрачали 2500 $ за місяць тільки на купівлю гумки, щоб обертати рулони готівки, оскільки мали більше незаконних грошей, ніж вони могли б легально депозитувати в банки, тому зберігали готівку пачками банкнот в їхніх складах, щорічно списуючи 10 %, як «порчу», які погризли пацюки, коли повзали по них ночами.
```

## Премії та номінація
AVN Awards
2011
Номінація: Unsung Male Performer of the Year
2012
Номінація: Unsung Male Performer of the Year
Номінація: Most Outrageous Sex Scene, Introducing the Russo Twins (2010)
2013
Номінація: Best Three-Way Sex Scene: G/G/B, Brazzers Presents: The Parodies 2 (2012)
Номінація: Unsung Male Performer of the Year
2014
Номінація: Best Group Sex Scene, Bridesmaids (2013)
2015
Номінація: Male Performer of the Year
Номінація: Fan Award: Favorite Male Porn Star
2016
Номінація: Best Boy/Girl Sex Scene, Sins Life 2 (2015)
ROGREVIEWS' CRITICS CHOICE AWARDS
2012
Номінація: Best Male Performer
SEX AWARDS
2013
Номінація: Hottest Adult Stud
SPANK BANK AWARDS
2015
Номінація: Dick of the Year
THE FANNYS
2013
Номінація: Male Performer of the Year
XBIZ AWARDS
2014
Номінація: Male Performer of the Year
Номінація: Best Scene — Vignette Release, My Dad’s Hot Girlfriend 17 (2013)
Номінація: Best Scene — Feature Movie, Bridesmaids (2013)
Номінація: Best Scene — Vignette Release, Big Tits at Work 17 (2012)
2015
Номінація: Best Scene — Vignette Release, Doctor’s Orders (II) (2014)
2016
Перемога: Best Scene — Vignette Release, Let’s Play Doctor (2015)
Номінація: Male Performer of the Year
XRCO AWARDS
2014
Номінація: Male Performer of the Year
2015
Номінація: Unsung Swordsman of the Year